# Nodirbek Abdusattorov
Nodirbek Abdusattorov   (Taixkent, 18 de setembre de 2004) és un jugador d'escacs uzbek que té el títol de Gran Mestre Internacional des del 29 d'octubre de 2017, quan esdevingué el segon més jove de la història en aconseguir-ho, per darrere de Serguei Kariakin. És un nen prodigi dels escacs. El desembre de 2021 es proclamà Campió del món de ràpides.
A la llista d'Elo de la FIDE del gener de 2022, hi tenia un Elo de 2641 punts, cosa que en feia el jugador número 2 (en actiu) de l'Uzbekistan, i número 9 júnior del món. El seu màxim Elo va ser de 2648 punts, a la llista del setembre de 2021.

## Resultats destacats en competició
El 2012 fou campió del món sub-8 a Maribor (Eslovènia). Amb nou anys, el 2014 va batre els Grans Mestres Siarhei Jihalka i Rustam Khusnutdinov al VIII Memorial Georgy Agzamov de Taixkent. i fou subcampió del món sub-10 a Durban (Sud-àfrica), darrere de Nihal Sarin.
A la llista d'Elo de la FIDE de l'abril de 2015, hi va establir un nou rècord de jugador més jove en entrar al top 100 de júniors, a només onze anys. El novembre de 2015, a Porto Carras (Grècia), fou quart en el Campionat del món Sub12 amb 8½ d'11, mig punt per darrere del campió Muradli Mahammad.
El 26 de juny de 2020, Abdusattorov empatà als llocs 2n-6è al I Memorial Mukhtar Ismagambetov, amb Shakhriyar Mamedyarov, Dmitry Bocharov, Kazybek Nogerbek, i Davit Maghalashvili, amb 8.5/11 punts.
El 8 de desembre de 2021 va vèncer al fort "El Llobregat Open" de Castelldefels, amb 7/9 punts, per davant de Murali Khartikeyan i Pere Garriga Cazorla. A continuació va guanyar un altre obert a Catalunya, l'Obert d'Escacs de Sitges, celebrat entre el 13 i el 23 de desembre, amb 8.0/10 punts, i superant Ivan Txeparínov i Dmitrij Kollars en el desempat a ràpides.
El 28 de desembre de 2021 guanyà el Campionat del Món d'Escacs Ràpids, organitzat per la FIDE. Va assolir 9.5/13, empatant al primer lloc amb tres jugadors, després d'haver derrotat Magnus Carlsen, Fabiano Caruana i Levon Aronian entre d'altres. A continuació va guanyar 1.5/2 el desempat contra Ian Nepómniasxi, i va esdevenir així el Campió del Món en format ràpid més jove de la història.